# Susan McKinley Ross
Susan McKinley Ross ist eine amerikanische Spielzeugdesignerin und Spieleautorin. Sie wurde vor allem für die Entwicklung des Spiels Qwirkle bekannt, das international ausgezeichnet wurde und in Deutschland die Jury-Auszeichnung Spiel des Jahres 2011 erhielt.

## Biografie

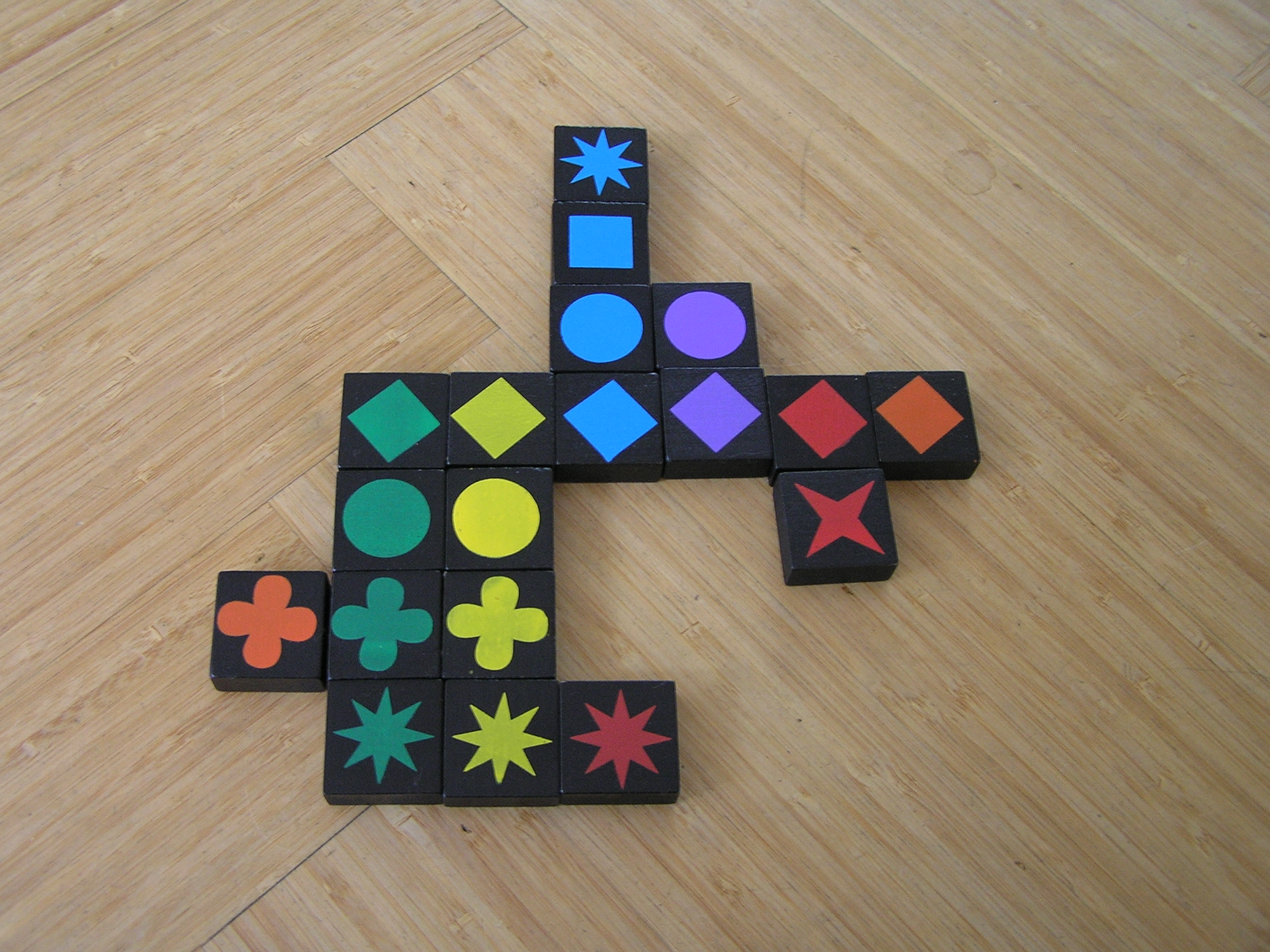
Das Legespiel Qwirkle wurde international erfolgreich und ausgezeichnet.

Susan McKinley Ross war Mitarbeiterin und Spielzeugentwicklerin des Spielwarenhändlers HeartSong und gründete 2002 in Petaluma, nördlich von San Francisco, das Unternehmen Idea Duck als Spielzeugherstellerin, nachdem HeartSong den Firmensitz von Nordkalifornien nach Virginia verlegte. Ihr erstes eigenes Produkt war ein Decorate a Great Snowman Set, das seit 2003 hergestellt wird. 2006 entwickelte sie das Spiel Qwirkle auf der Basis von Scrabble als eines der ersten Spiele, und veröffentlichte es bei dem amerikanischen Spieleverlag MindWare. Das Spiel wurde 2007 in die Auswahlliste Mensa Select aufgenommen, nach der Übersetzung und Veröffentlichung im deutschsprachigen Raum wurde es 2011 mit dem Preis Spiel des Jahres und dem Deutschen Spiele Preis in der Kategorie „Spiele für Familien“ ausgezeichnet. Sie arbeitete an weiteren Spielen, vor allem für Kinder. 2011 erschien dabei beispielsweise das Spiel Flieg mit, kleine Eule! (Hoot Owl Hoot!), zudem arbeitete sie an verschiedenen Versionen ihres Qwirkle-Konzepts und setzte es als Cubes-Variante mit Legewürfeln und als Kartenspiel Qwirkle Cards um.

## Ludographie (Auswahl)
Susan McKinley Ross entwickelte einige Brettspiele sowie mehrere Varianten des Spiels Qwirkle:
- 2006: Qwirkle
- 2009: Qwirkle Cubes
- 2010: Skippity
- 2011: Flieg mit, kleine Eule! (Hoot Owl Hoot!)
- 2012: Qwirkle Trio
- 2015: Qwirkle Cards

## Auszeichnungen
Das Spiel Qwirkle wurde 2007 in die Empfehlungsliste Mensa Select aufgenommen. Nach der Übersetzung und Veröffentlichung im deutschsprachigen Raum wurde es 2011 mit dem Preis Spiel des Jahres und dem Deutschen Spiele Preis: Spiele für Familien ausgezeichnet.

## Belege
1. ↑  «Qwirkle»: Gene eines zukünftigen Klassikers. Neue Zürcher Zeitung 12. März 2011, abgerufen am 17. Januar 2017.
2. 1 2  The Story Of Idea Duck auf der Website von Idea Duck, abgerufen am 16. Januar 2017.
3. ↑  Interview mit Susan McKinley Ross im Podcast Garrett's Games & Geekiness, abgerufen am 16. Januar 2017.
4. ↑  Qwirkle auf der Website des Spiel des Jahres e.V.; abgerufen am 16. Januar 2017.